# Jerry Alfred
Jerry Alfred (* 1955) je kanadský hudebník. Narodil se v yukonské vesnici Mayo do tradiční indiánské rodiny, kde se mluvilo severskou verzí tutchonského jazyka. Později byl poslán do školy, kde se mluvilo anglicky, přesto si udržoval znalosti svého původního jazyka. Za svou nahrávku ETSI Shon získal v roce 1996 cenu Juno za nejlepší domorodé album.